# مختبر الذرة البارد

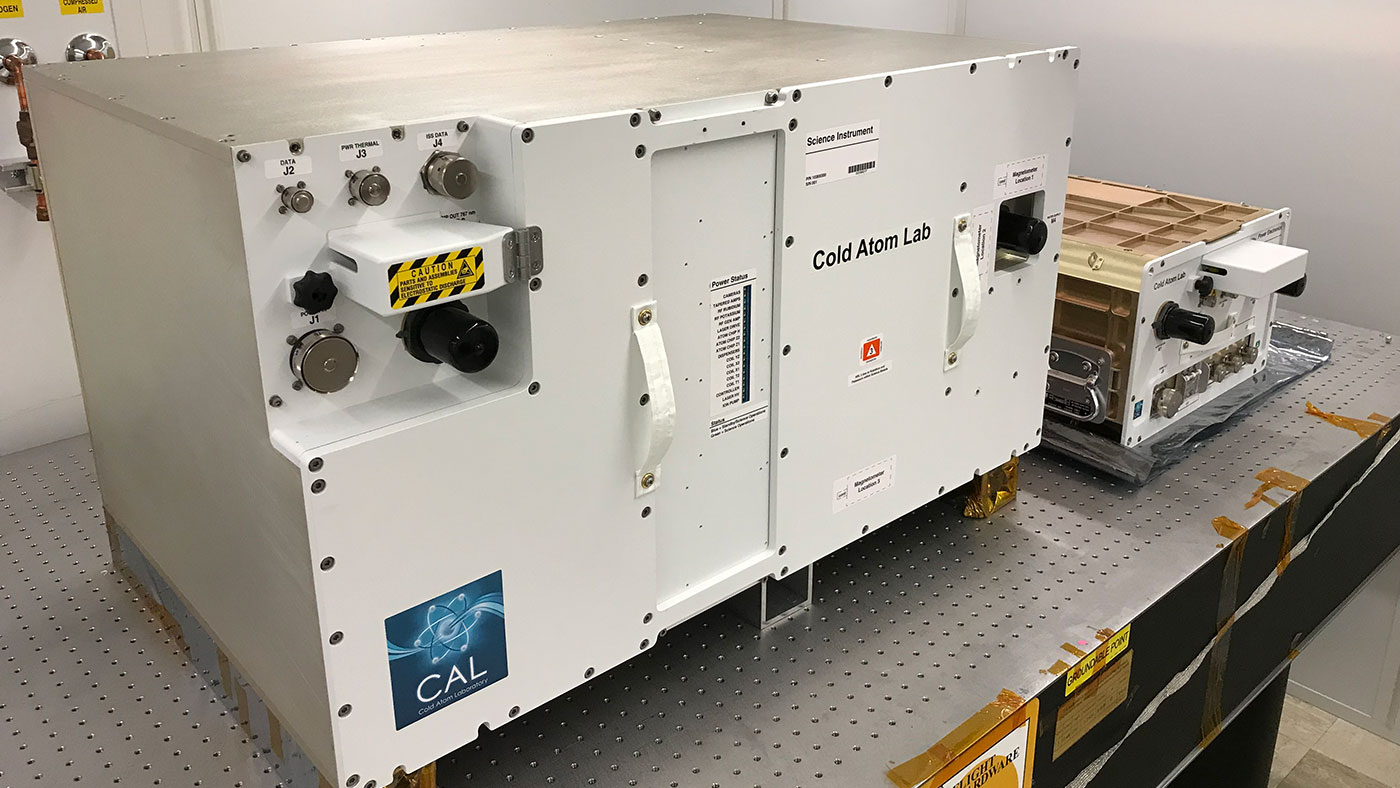
آلة مختبر الذرة الباردة في منصة الاختبار

مختبر الذرة البارد (بالإنجليزية: Cold Atom Laboratory (CAL))‏ هو أداة تجريبية على متن محطة الفضاء الدولية، تم إطلاقه عام 2018. يقوم بخلق بيئة جاذبية صغرى شديدة البرودة من أجل دراسة سلوك الذرات في تلك الظروف.

## الجدول الزمني
تم تطوير CAL في مختبر الدفع النفاث في باسادينا، كاليفورنيا. وكان من المقرر أصلاً إطلاقه إلى محطة الفضاء الدولية (ISS) في يونيو 2017. لكن تم تأجيل ذلك حتى يتم إطلاق صاروخ SpaceX CRS-12 في أغسطس 2017.
وتم إطلاقه أخيرًا في 21 مايو 2018. حيث ستمتد المهمة الأولية له لمدة 12 شهرًا، وما يصل إلى خمس سنوات من مهمة التشغيل الطويل.
في يناير 2020، خضع المختبر لترقيات لأجهزته، وقد تم ذلك على مدار ثمانية أيام من قبل رواد الفضاء كريستينا كوخ وجيسيكا مير وتحت إشراف وحدات التحكم الأرضية.

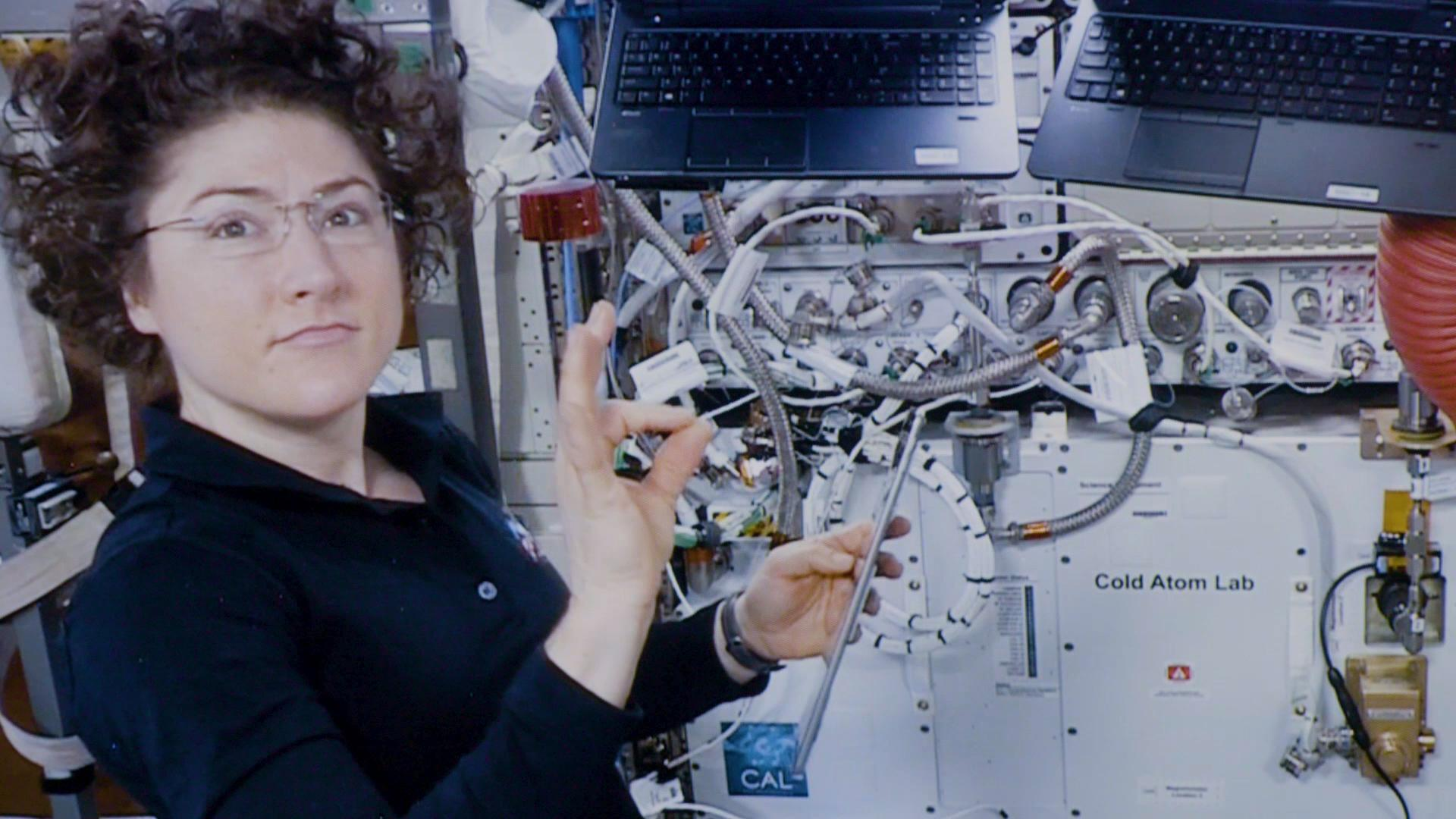
كريستينا كوخ بجوار مختبر الذرة الباردة على متن محطة الفضاء الدولية في يناير 2020

## الغاية
يخلق المختبر ظروفًا شديدة البرودة في بيئة الجاذبية الصغرى لمحطة الفضاء الدولية، مما يؤدي إلى تكوين تكاثف بوز آينشتاين والتي تكون أكثر برودة من تلك التي يتم إنشاؤها في المختبرات الأرضية.
في المختبر الفضائي، يمكن تحقيق ما يصل إلى 10 ثوانٍ من زمن التفاعل ودرجات حرارة منخفضة تصل إلى 1 بيكو كلفن، ويمكن أن يؤدي ذلك إلى استكشاف ظواهر غير معروفة في ميكانيكا الكم واختبار بعض أكثر القوانين أساسية في الفيزياء. من الأفضل إجراء هذه التجارب في بيئة تسقط بحرية (منعدمة الجاذبية) لأن ذلك يؤدي إلى تكوين «غير مقيد» لتكاثف بوز آينشتاين.
أيضاً في المدار، يمكن أن تستمر التجارب لفترة أطول لأن السقوط الحر يستمر إلى أجل غير مسمى.
يذكر علماء مختبر الدفع النفاث التابع لناسا أن عمل CAL يمكن أن يعزز المعرفة في تطوير أجهزة الكشف الكمومية شديدة الحساسية، والتي يمكن استخدامها لمراقبة جاذبية الأرض والأجسام الكوكبية الأخرى، أو لبناء أجهزة ملاحية متقدمة.

## روابط خارجية
- Cold Atom Laboratory – Project web site at JPL